# Miquel Sala i Muntada
Miquel Sala i Muntada (Oliana, 9 de desembre de 1963) és un constructor i polític català de l'Alt Urgell. Membre de Convergència Democràtica de Catalunya (CDC) i, posteriorment, de Junts per Catalunya (JxCAT), ha estat President de l'Alt Urgell, alcalde d'Oliana i conseller comarcal.
Miquel Sala i Muntada va cursar estudis d'Educació General Bàsica (EGB). Fou elegit dins de la federació de Convergència i Unió (CiU) com a alcalde del seu poble, Oliana, l'any 2011, conservant aquest càrrec per dos mandats fins a l'any 2019, quan fou substituït per Carme Lostao i Otero, membre d'una marca blanca d'Esquerra Republicana de Catalunya (ERC), amb el suport d'una candidatura afí al Partit dels Socialistes de Catalunya (PSC). Tot i haver perdut al càrrec d'alcalde, continua sent regidor de l'ajuntament. El mateix any 2019, Miquel Sala fou elegit President del Consell Comarcal de l'Alt Urgell en substitució de Jesús Fierro i Rugall, també de CiU. No obstant això, va renunciar al càrrec de President comarcal només un any després, al·legant "raons personals que l'impedien l'atenció necessària al càrrec", mantenint no obstant el càrrec de conseller comarcal i sent substituït a la presidència per Josefina Lladós i Torrent, alcaldessa de Ribera d'Urgellet i membre de JxCAT.